# Tschernobyl-Forum
Das Tschernobyl-Forum (englisch Chernobyl Forum) ist eine Arbeitsgruppe unter dem Dach der Internationalen Atomenergie-Organisation (IAEO). Es wurde auf einer Sitzung vom 3. bis 5. Februar 2003 in Wien gegründet. Zielsetzung des Forums ist die wissenschaftliche Aufarbeitung der Folgen des Reaktorunfalls von Tschernobyl auf Umwelt und Gesundheit.
Mitglieder des Forums sind außer der IAEO:
- vier Nebenorgane der UNO (das Umweltprogramm der Vereinten Nationen (UNEP), das Entwicklungsprogramm der Vereinten Nationen (UNDP), das Amt der Vereinten Nationen für die Koordinierung humanitärer Angelegenheiten (OCHA) und der Wissenschaftliche Ausschuss der Vereinten Nationen über die Wirkungen atomarer Strahlung (UNSCEAR)),
- drei autonome Organisationen, die mit der UNO durch Verträge verbunden sind (die Weltbank, die Weltgesundheitsorganisation WHO und die Ernährungs- und Landwirtschaftsorganisation der Vereinten Nationen FAO),
- die Regierungen von Belarus, Russland und der Ukraine.

Nach der Gründung fanden zwei weitere Treffen des Forums statt:
- 10.–11. März 2004 in Wien
- 18.–20. April 2005 in Wien

## Quelle und Weblink
- Infoseite der IAEO über das Forum